# Hypobathrum salicinum
Hypobathrum salicinum är en måreväxtart som först beskrevs av Friedrich Anton Wilhelm Miquel, och fick sitt nu gällande namn av Reinier Cornelis Bakhuizen van den Brink. Hypobathrum salicinum ingår i släktet Hypobathrum och familjen måreväxter. Inga underarter finns listade i Catalogue of Life.